# (152188) Morricone
(152188) Morricone ist ein Asteroid des Hauptgürtels, der am 27. August 2005 vom italienischen Astronomen Franco Mallia und seinem französischen Kollegen Alain Maury an der automatisierten Beobachtungsstation Campo Catino Austral Observatory des Campo-Catino-Observatoriums in San Pedro de Atacama in der chilenischen Atacamawüste entdeckt wurde.
Der Asteroid ist nach dem italienischen Komponisten und Dirigenten Ennio Morricone (1928–2020) benannt, der die Filmmusik von über 500 Filmen komponierte und besonders durch die Soundtracks zu den Italowestern von Sergio Leone berühmt wurde.
Die Benennung erfolgte am 1. Juni 2007.